# 金里奇阿迪辛 (印地安納州)
金里奇阿迪辛（英語：Gingrich Addition）是位於美國印地安納州卡洛爾縣的一個非建制地區。該地的面積和人口皆未知。

## 地理
金里奇阿迪辛的座標為40°40′26″N 86°45′15″W / 40.67389°N 86.75417°W，而該地的平均海拔高度為197米（即646英尺）。